# Synagoga Arona Ratnera w Łodzi
Synagoga Arona Ratnera w Łodzi – prywatny dom modlitwy znajdujący się w Łodzi przy ulicy Zarzewskiej 19.
Synagoga została zbudowana w 1901 roku z inicjatywy Arona Ratnera. Mogła ona pomieścić 30 osób. Podczas II wojny światowej hitlerowcy zdewastowali synagogę.